# Frodon Sacquet
Frodo Baggins, Frodo Bessac
Pour les articles homonymes, voir Frodon (homonymie).
Frodon Sacquet (Frodo Baggins dans la version originale en anglais, Frodo Bessac dans la traduction de Daniel Lauzon) est le personnage principal de l'œuvre Le Seigneur des anneaux de J. R. R. Tolkien. C'est un hobbit, qui porte l'Anneau unique jusqu'à la Montagne du Destin afin de le détruire.

## Caractéristiques

### Noms
En occidentalien, son nom est Maura Labingi. Dans la lettre en sindarin envoyée par Aragorn II à Samsagace Gamegie citée dans un brouillon de l'épilogue du Seigneur des anneaux, le prénom de Frodo Gamegie (l'un des fils de Sam) est traduit par « Iorhael », composé de iaur « âgé » et hael « sage ».
La première traduction française du Seigneur des anneaux, assurée par Francis Ledoux, ajoute un n final au prénom Frodo. Ce choix est vraisemblablement lié à l'existence de prénoms hobbits comme Otho ou Drogo, qui existent également dans le monde réel et sont traditionnellement rendus en français par Othon et Drogon : Ledoux aurait choisi d'étendre cette norme à tous les prénoms hobbits se terminant en -o dans le texte d'origine.
Les traductions plus récentes de Tolkien (à partir de 2005) sont revenues aux formes en -o : il est ainsi nommé Frodo Sacquet dans la correspondance de Tolkien (Lettres, 2005). Dans sa traduction du Hobbit et du Seigneur des anneaux, Daniel Lauzon a également choisi de traduire Baggins par Bessac, choix répondant à la nomenclature laissée par l'auteur.

### Famille
Oncle et neveu : côté Sacquet…
- Balbon Sacquet
+ Berylla Bophin
  - Mungon Sacquet
+ Laura Fouille
    - Bungon Sacquet
+ Belladonna Touque
      - Bilbon Sacquet

  - Largon Sacquet
+ Tanta Sonnecor
    - Foscon Sacquet
+ Ruby Bolger
      - Drogon Sacquet
+ Primula Brandebouc
        - Frodon Sacquet

… et côté Touque
- Gerontius Touque
+ Adamanta Boulot
  - Belladonna Touque
+ Bungon Sacquet
    - Bilbon Sacquet

  - Mirabella Touque
+ Gorbadoc Brandebouc
    - Primula Brandebouc
+ Drogon Sacquet
      - Frodon Sacquet

## Histoire

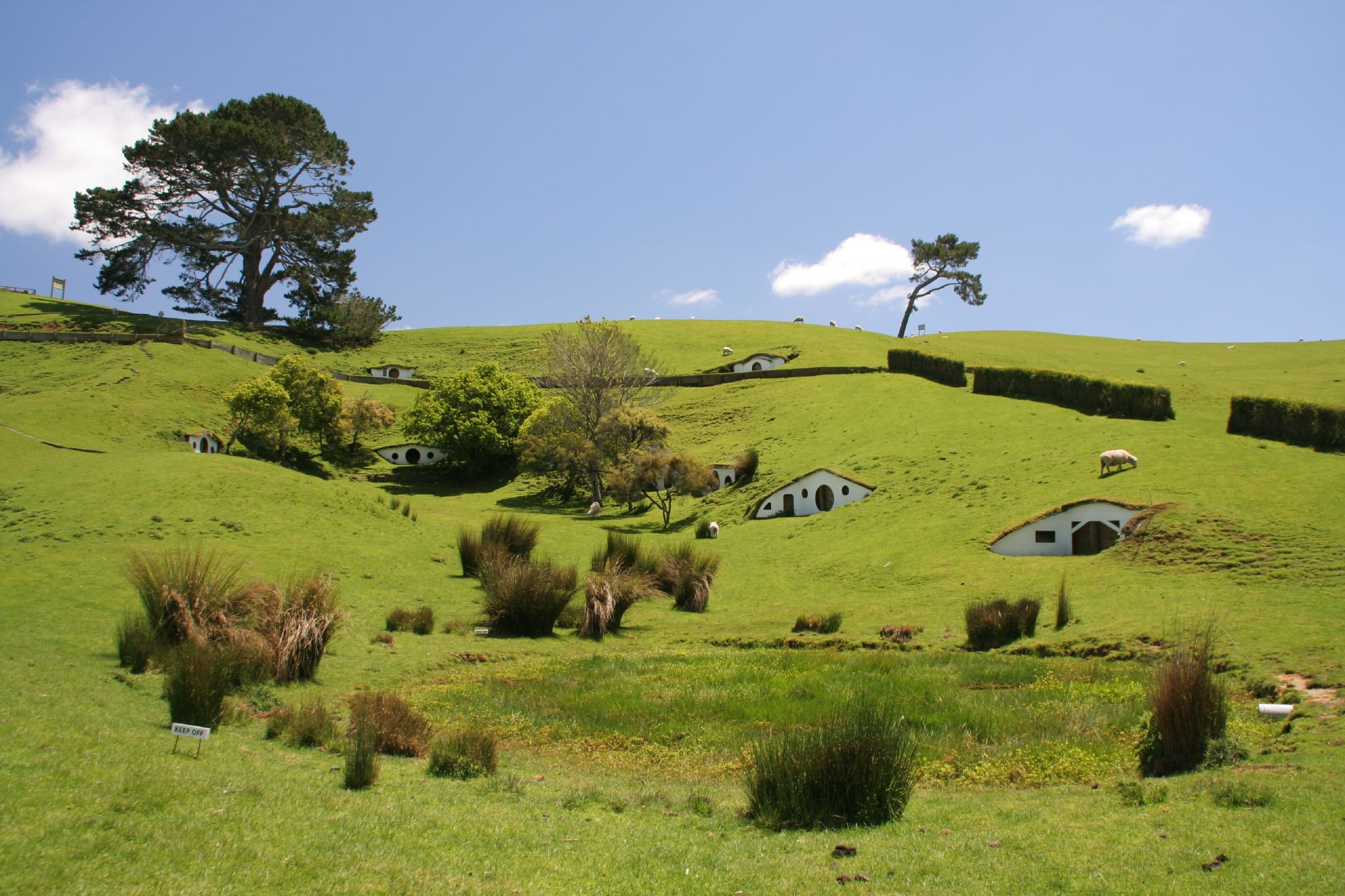
La Comté, foyer fictif des Hobbits et aujourd'hui un lieu de tourisme pour les fans du Seigneur des anneaux : le Hobbiton Movie Set.

Né le 22 septembre de l’année 2968 du Troisième Âge (T.A.), fils de Drogon Sacquet et Primula Brandebouc, Frodon appartient à l'espèce des Hobbits et, comme tel, a passé la majeure partie de sa vie dans la Comté.
Frodon perd ses deux parents, morts noyés, en 2980 T.A. Jeune mineur de douze ans, il est élevé par la famille de sa mère, les Brandebouc. Dans les années 2989, Frodon est mis sous la garde de son oncle Bilbon Sacquet (en réalité c’est le fils du cousin issu de germain de Bilbon par le père et de la cousine germaine par la mère). Frodon a alors vingt et un ans, toujours un peu loin de sa majorité, qui chez les hobbits est à 33 ans. Bilbon, n’ayant pas d’enfant, choisit Frodon pour héritier, au détriment de la branche des Sacquet de Besace, plus proche. Il l’emmène vivre à Cul-de-Sac.
Au début du Seigneur des anneaux, Frodon et Bilbon, nés le même jour, célèbrent respectivement leurs 33e et 111e anniversaires, le 22 septembre T.A. 3001. Frodon devient donc majeur, hérite légalement de tous les biens connus de Bilbon, et également de l’anneau de Bilbon lorsque celui-ci part pour Fondcombe juste après la célébration. Gandalf le magicien avertit alors Frodon que cet anneau ne doit jamais être utilisé et qu’il devra le cacher et le garder secret.
Frodon est alors Le Sacquet, c'est-à-dire l'aîné de la famille Sacquet, non en âge mais en lignage. Manifestement d'une richesse considérable, c'est un des principaux (sinon le principal) notable d'Hobbitbourg. Contrairement aux habitudes, il vit seul et ne se marie pas. Sa vie à Cul-de-Sac ressemble beaucoup à celle d'un gentleman farmer, gérant sa fortune, aidant les pauvres et s'entourant des jeunes cousins de sa parentèle.
Frodon réussit à maintenir l’objet caché pendant dix-sept ans, jusqu'en T.A. 3018, lorsque Gandalf revient pour lui confirmer que celui-ci est bien un anneau de pouvoir, le plus puissant de surcroît, l’Anneau unique de Sauron, maître des ténèbres. Gandalf envoie alors Frodon au loin avec son jardinier Samsagace Gamegie. Les cousins de Frodon, Peregrin Touque, dit Pippin et Meriadoc Brandebouc, dit Merry prennent également part au voyage, qui les mène jusqu'à l’Elfe Elrond de Fondcombe. Au Conseil d'Elrond, il est décidé que l’Anneau doit être détruit en étant jeté dans les abysses d'Orodruin, la Montagne du Destin, où il a été forgé, au cœur du Mordor, la terre de Sauron. Une communauté est formée afin de protéger Frodon, gardien de l’Anneau.
Frodon emporte avec lui deux cadeaux de Bilbon : un poignard elfique nommé Dard, équivalent d'une courte épée pour un hobbit, ainsi qu'une cotte de mailles en mithril confectionnée par les Nains, qu'il dissimule sous ses vêtements. Galadriel lui donne plus tard un manteau elfique et une fiole contenant la lumière d’Eärendil pour l’aider dans sa quête.

« Même la plus petite personne peut changer le cours de l'avenir. »

— Galadriel, J. R. R. Tolkien

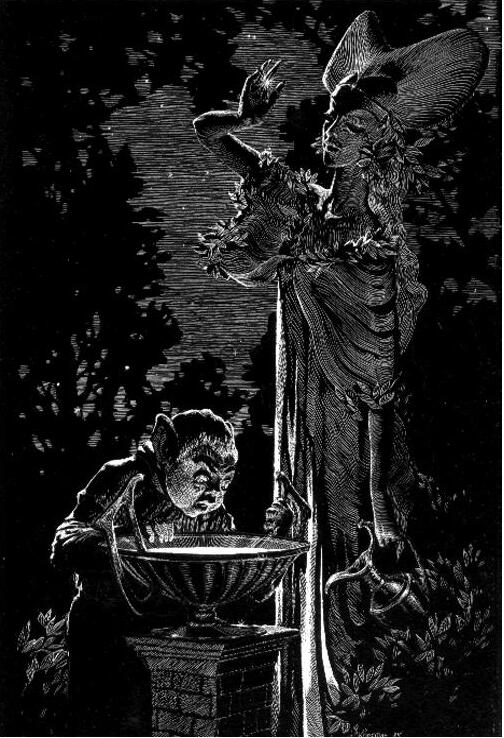
Illustration montrant Frodon regardant dans le miroir de Galadriel.

La communauté se scinde à Parth Galen, après la mort de l’un de ses membres, Boromir, qui tentait, en défendant Pippin et Merry, de se racheter après avoir voulu s'approprier l’Anneau.
Frodon et Sam se dirigent vers la Montagne du Destin, suivis par Gollum, un ancien possesseur séculaire de l’Anneau qui cherche à le reprendre. Frodon capture et « apprivoise » Gollum, qui lui sert de guide pour le Mordor. Frodon et Gollum ont formé une sorte de lien, puisque tous deux ont possédé l’Anneau.
Gollum trahit néanmoins les hobbits en les menant à la passe de Cirith Ungol, la tanière d'Arachne. L’araignée géante devait les manger pendant que Gollum récupérait l’Anneau. Frodon, empoisonné par le dard d'Arachne, tombe dans le coma, mais il est sauvé par l’intervention de Sam. Quelques Orques surgissent alors et emportent le corps de Frodon. Grâce à une courageuse intervention de Sam, Frodon peut s'échapper et continuer sa quête.
La montagne du Destin atteinte, Frodon, exténué, cède au pouvoir de l’Anneau et le proclame sien. Gollum choisit cet instant pour l'attaquer. Il lui arrache le doigt pour s’emparer de l'Anneau, mais perd l’équilibre et tombe dans la lave, provoquant la destruction de celui-ci. Alors que le Mordor s'effondre et qu'Orodruin entre en éruption, Frodon et Sam, bloqués au pied de la montagne, sont sauvés par les Aigles : au cours de la bataille, Gandalf avait demandé à Gwaihir, accompagné de Landroval et de Meneldor, de le porter afin de les retrouver.
De retour dans la Comté, Frodon participe à la rébellion contre la foule de criminels qui avaient sévi pendant son absence, quoique nettement en retrait par rapport à Merry et Pippin. Il devient brièvement maire dans la Comté, mais démissionne pour faire place à l'ancien maire Will Piedblanc, puis à Sam. Deux ans après que l'Anneau a été détruit, toujours préoccupé par les séquelles physiques et mentales de ses blessures durant la Guerre de l'Anneau (celle du Roi-Sorcier sur Amon Sûl et celle infligée par Arachne plus un doigt arraché par Gollum), Frodon, accompagné de Bilbon, est emmené vers Tol Eressëa en compagnie de Gandalf, d'Elrond et de Galadriel, le 29 septembre, T.A. 3021.
Frodon lègue son domaine Cul-de-Sac et les différents livres que Bilbon lui avait laissés, dont le Livre Rouge, que J. R. R. Tolkien prétend avoir traduit pour composer le Seigneur des Anneaux, à Sam.
Frodon est également le prénom du premier fils de Samsagace Gamegie, qu’il nomme ainsi en l’honneur de son maître et ami.

## Création et évolution
Dans les premiers brouillons du Seigneur des anneaux, Frodon est nommé « Bingo Baggins ».

## Critique et analyse
J. R. R. Tolkien était professeur d'anglo-saxon à l'Université d'Oxford et a puisé la majeure partie de son inspiration dans la littérature et l'histoire médiévales. En anglais, il donne le nom de « Frodo » à son héros hobbit. Ce nom est directement dérivé du nom Fróðr (ou Froda en anglo-saxon) que portait le roi légendaire des Danois, personnage dont on retrouve la trace dans plusieurs œuvres littéraires, dont le poème anglo-saxon Beowulf et le Gesta Danorum de Saxo Grammaticus (où son nom apparaît sous la forme latinisée de Frotho).
La signification du nom Fróðr en vieux norrois est « celui qui est sage », fród signifiant en vieil anglais « sage par l'expérience ». Certains critiques[Qui ?] pensent que ce nom est un éponyme du dieu Freyr, divinité nordique de la vie.
Frodon a pu être considéré comme une figure christique : la notice qui lui est consacrée dans le Dictionnaire Tolkien résume ainsi : « [Frodo] fraie un chemin inédit vers une sainteté, une humilité, un pacifisme, un sacrifice, qui préfigurent le Christ sans l'atteindre ». Pour Tolkien, cependant, le sacrifice du personnage n'est pas particulièrement lié au Christ : « pas besoin d'être chrétien pour croire que sauver quelque chose exige la mort de quelqu'un ».

## Adaptations

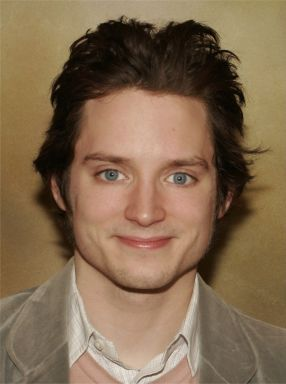
Elijah Wood, qui interprète Frodon dans la trilogie cinématographique de Peter Jackson.

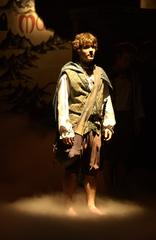
Frodo (Joe Sofranko) dans la comédie musicale en trois volets du Seigneur des anneaux de Cincinnati.

Le personnage apparaît dans les adaptations du Seigneur des anneaux sous le nom de Frodon Sacquet ou Frodo Baggins.
Dans le dessin animé de Ralph Bakshi Le Seigneur des anneaux, de 1978, Frodon est doublé par Christopher Guard dans la VO et par Michel Caccia dans la VF. Sharon Baird lui sert de modèle pour la rotoscopie, de même que pour les personnages de Samsagace Gamegie et Bilbon Sacquet.
Dans The Return of the King, de Rankin/Bass, en 1980, Frodon est doublé par Orson Bean. Il avait précédemment doublé Bilbo dans The Hobbit, en 1977.
Frodon apparaît également à la radio. Dans la version radiophonique du Seigneur des anneaux de 1955, de la BBC Radio, il est joué par Oliver Burt, tandis que dans celle de 1981, il est doublé par Ian Holm, qui interprétera plus tard Bilbon Sacquet dans les films de Peter Jackson. Dans l'adaptation radiophonique américaine de 1979, il est doublé par James Arrington. Quand Tales from the Perilous Realm furent adaptés à la radio, Frodon fut doublé par Nigel Planer dans les deux épisodes où il rencontre Tom Bombadil.
Dans la trilogie cinématographique du Seigneur des anneaux de Peter Jackson, Frodon est d'ailleurs interprété par Elijah Wood, qui a également repris ce rôle dans le projet d'adaptation cinématographique du Hobbit.
Frodon apparaît également dans la comédie musicale du Seigneur des anneaux. Il est joué par James Loye (en) à Toronto en 2006 puis à Londres en 2007, avant d'être remplacé par James Byng.
Dans le jeu vidéo La Communauté de l'anneau, Frodon est doublé par Steve Staley.

### Citation originale
1. ↑  « You don't have to be Christian to believe that somebody has to die to save something. » Cité dans Hammond & Scull, p. 264.